# Bernat Vidal Garcias
Bernat Vidal Garcias (Llucmajor, Mallorca, 1939 - Madrid, 1981), fou un militar mallorquí fundador de la Unió Militar Democràtica.
Bernat Vidal estudià la carrera militar a les acadèmies militars de Saragossa i de Burgos. El 1959 fou destinat al Sàhara Occidental, on hi romangué fins al 1962. El 1974 fundà, juntament amb altres militars, la Unió Militar Democràtica (UMD). Per culpa de les seves idees polítiques democràtiques i antifranquistes fou empresonat i traslladat al Sàhara Occidental, on col·laborà amb el poble saharià durant l'etapa final de descolonització que culminà el 1975. El 1977 assolí el grau de comandant.